# Фогель, Теодор
Юлиус Рудольф Теодор Фогель (нем. Julius Rudolph Theodor Vogel или нем. Theodor Vogel; 30 июля 1812, Берлин, Пруссия, — 17 декабря 1841, Фернандо-По, Испания) — немецкий ботаник.

## Биография
Юлиус Рудольф Теодор Фогель родился в Берлине 30 июля 1812 года.
Фогель получил учёную степень доктора философии в августе 1837 года на основании диссертации Generis Cassiae synopsis.
Он внёс значительный вклад в ботанику, описав множество видов семенных растений.
Юлиус Рудольф Теодор Фогель умер 17 декабря 1841 года.

## Научная деятельность
Юлиус Рудольф Теодор Фогель специализировался на семенных растениях.

## Научные работы
- Generis Cassiae synopsis. 1837 (диссертация)[5].

## Почести
В его честь был назван род растений Vogelocassia.